# Magnetoscopi de casset

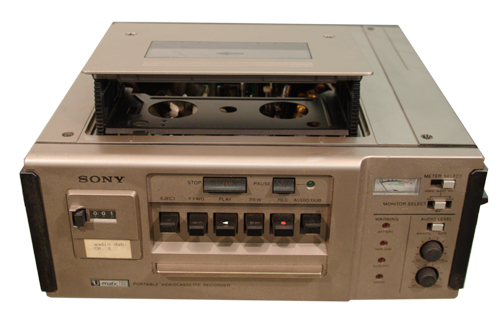
Magnetoscopi domèstic Sony U-Matic

Una magnetoscopi domèstic, vídeo o VCR (acrònim de l'anglès vídeo cassette recorder) és un dispositiu electromecànic que utilitza una cinta de vídeo extractable per gravar àudio i vídeo d'un senyal de televisió de manera que pugui ser reproduït posteriorment. La majoria de VCR estan equipats amb un sintonitzador de televisió i un temporitzador programable per a l'enregistrament desatès d'un canal de televisió des d'una hora d'inici fins a una hora final, especificades per l'usuari. Aquestes funcions van començar com a temporitzadors mecànics simples, però després es van substituir per temporitzadors digitals múltiples. En models posteriors, els diversos esdeveniments del temporitzador es podien programar mitjançant una interfície de menú mostrat a la pantalla del TV (OSD). Aquesta característica va permetre gravar diversos programes en diferents moments sense cap intervenció dels usuaris i es va convertir en un argument de venda important.

## Història

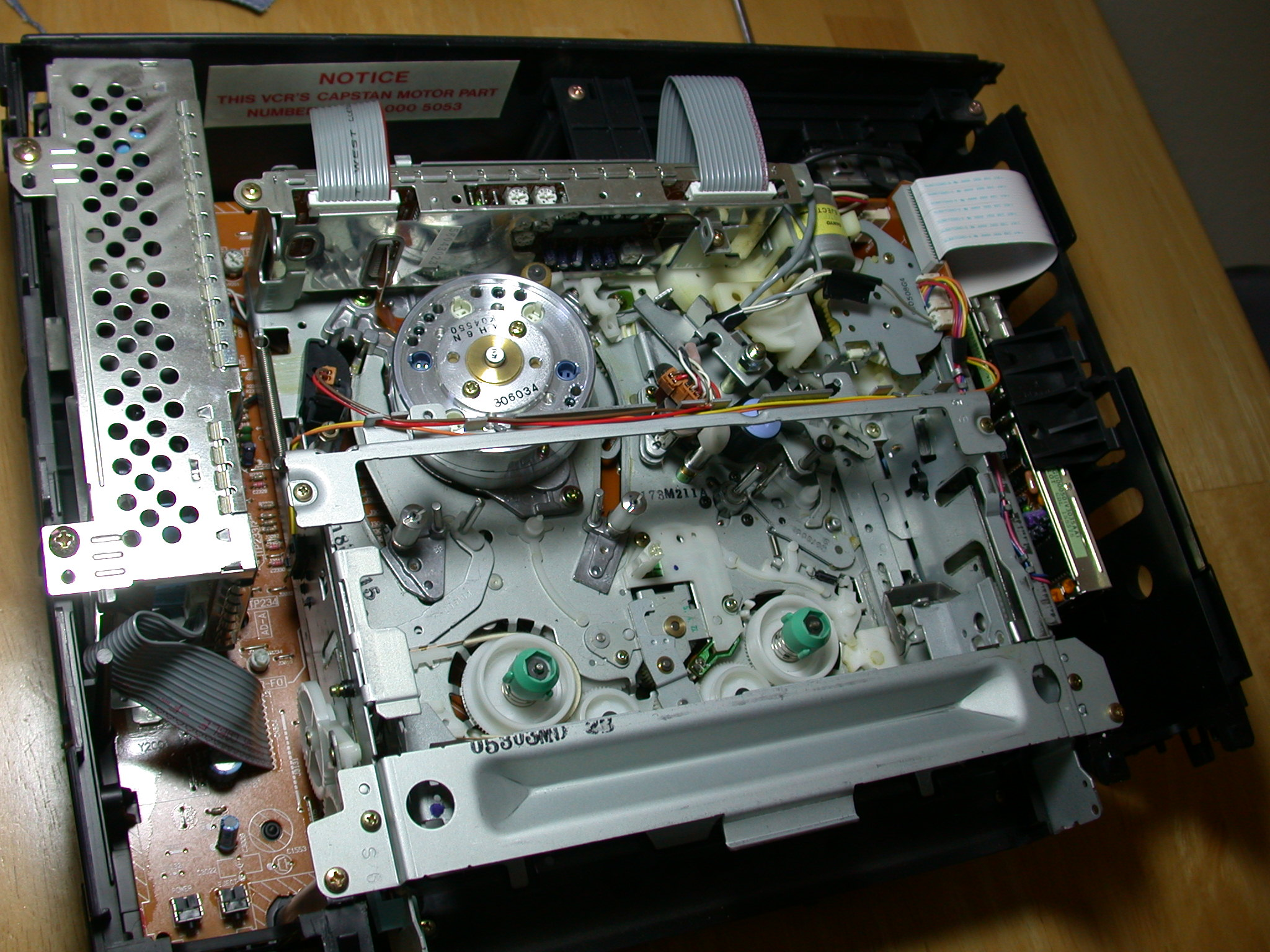
Magnetoscopi domèstic obert

### Primeres màquines i formats
La història del magnetoscopi domèstic segueix a la història de la gravació en cinta de vídeo en general. El 1953, el doctor Norikazu Sawazaki va desenvolupar un prototip gravador de cinta de vídeo helicoidal
El 1956 Ampex va introduir la primera gravadora de cinta de vídeo comercialment reeixida. Es coneixia com el format 2 "Quadruplex, que utilitzava una cinta de 5.1 centímetres (dues polzades), l'Ampex VRX-1000. Per raó del seu preu en el mercat (uns 50.000 US $), 2 "Quadruplex només podia ser adquirit per cadenes de televisió i grans estacions individuals. Sony comercialitzà el 1963 el primer VTR reel-to-reel dirigit a negocis, aplicació mèdica, aerolínies, i educació. Les companyies Ampex i RCA comercialitzaren després el 1965 la seva pròpia versió VTR reel-to-reel monocrom amb preu per sota dels US $ 1.000 per al mercat del consumidor casolà.

### Sony U-matic
El desenvolupament de les cintes de vídeo va seguir el reemplaçament per cintes d'altres sistemes de rodet en articles del consumidor: els cassets compactes d'àudio i els cartutxos Instamatic el 1963, i el cartutx de pel·lícules casolà Súper 8 el 1966. Sony va demostrar un prototip de cinta de vídeo a l'octubre de 1969, després treball per establir un estàndard per a març de 1970 amb set socis manufacturers. El resultat, el sistema de Sony U-matic, introduït a Tòquio el setembre de 1971, va ser el primer format de cinta de vídeo comercial al món. Els seus cartutxos s'assemblen a una versió més gran de les futures cintes VHS, utilitzaven una cinta de 1,9 cm (3/4 de polzada) i tenien un màxim de reproducció de 90 minuts. Sony també va introduir dues màquines (el reproductor de cintes de vídeo VP-1100 i la magnetoscopi domèstic VO-1700) per a usar aquestes noves cintes. U-matic, amb el seu sistema d'ús fàcil, va fer que altres sistemes de cintes de vídeo passaran a ser obsolets ràpidament al Japó i els Estats Units, on els VCR U-matic eren utilitzats en forma massiva en estacions de televisió, escoles i negocis.

### Format "VCR" de Phillips

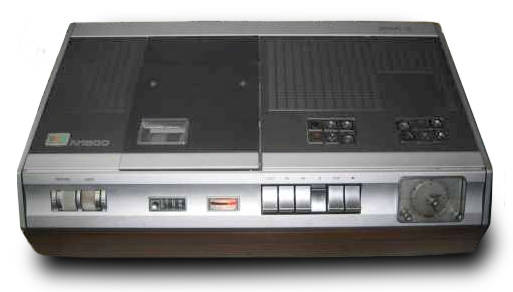
Un magnetoscopi domèstic N1500, amb gabinet de fusta.

El 1970 la companyia holandesa d'electrònica Philips va desenvolupar un format de cinta de vídeo per a la llar. Confusament, Phillips va nomenar al seu format "VCR" (tot i que també era anomenat "N1500"). El format va ser també recolzat per Grundig i LOEWE. Utilitzava un casset quadrat i una cinta de mitja polzada (1.3 cm), permetent un temps de gravació d'una hora. El primer model, disponible al Regne Unit el 1972, estava equipat amb un comptador de temps que utilitzava dials rotatoris. Amb un cost de gairebé 600 £, resultava un sistema summament car i amb prou feines va ser acollit com a sistema per a ús a la llar. No obstant això, més endavant comercialitzaren una versió de cinta de llarga durada coneguda com a "VCR-LP" o N1700, que utilitzava les mateixes cintes i que es va vendre relativament bé en escoles i universitats.

### Avco Cartrivision
El sistema Avco Cartrivision, una combinació de televisió i VCR de Cartridge Television Inc que es venia a US $ 1,600, va ser la primera magnetoscopi domèstic a tenir cintes pregravades de pel·lícules populars disponibles per a lloguer. Igual que el format VCR de Phillips, el casset quadrat de Cartrivision tenia dos rodets de cinta de mitja polzada muntat un a sobre d'un altre que podien gravar fins a 114 minuts. Això es devia a l'ús de compressió de vídeo que gravava cada terç de camp de vídeo i el reproduïa de tornada tres vegades. Videocassets de pel·lícules conegudes de l'època com Bridge on the River Kwai i Guess Who's Coming to Dinner podien ser demanades mitjançant un catàleg a un minorista i era enviat per correu i després de veure havia de ser retornat al minorista. Altres videocassets amb temes esportius, viatges, art i altres, estaven disponibles per a la compra. També estava disponible al mercat una càmera monocroma per realitzar vídeos casolans. Cartrivision va començar a vendre's el juny de 1972, principalment a les botigues per departament Sears i Montgomery Ward als Estats Units. Va deixar de vendre's tres mesos després pel fet que va obtenir baixes vendes. Més endavant, es va descobrir que les cintes de Cartivision que havien estat emmagatzemades en un magatzem s'havien desintegrat.

### Phillips Video 2000

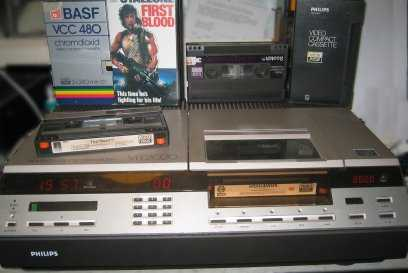
Gravadora de videocasset de format Phillips v2000.

Un tercer format Video 2000, o v2000 (també conegut com a "Casset compacte de vídeo" va ser introduïda per Philips el 1978, i va ser venuda a Europa i en Argentina. Comptava amb un posicionament de capçal piezoelèctric per ajustar dinàmicament el tracking de la cinta. Els cassets v2000 tenien dues cares, i igual que en els cassets d'àudio, havien de ser extrets cap amunt quan havia transcorregut la meitat del seu temps de gravació. La cinta de mitja polzada contenia dues pistes paral·leles d'un quart de polzada, un per cada costat. Tenia un temps de durada de quatre hores per costat. v2000 acaparar el mercat després de les seves dos rivals, i les seves característiques limitades i una reputació de manca de fiabilitat assegurada només va limitar les vendes abans que fos cancel·lat el 1985.

### Finals dels anys 70: Èxit de mercat
No va ser fins entrada la dècada de 1970 quan les companyies europees i japoneses van desenvolupar màquines tècnicament més avançades amb comptadors de temps més avançats i cintes de més durada, va ser llavors quan el VCR va començar a convertir-se en un producte de consum massiu. Per 1980 existien tres estàndards tècnics en competència, amb diferències i videocassets físicament incompatibles.

### Batalla als tribunals
A principis de 1980, les companyies distribuïdores dels EUA van lluitar per suprimir l'aparell del mercat consumidor per suposades violacions de drets d'autor. En el cas Sony Corp of America v. Universal City Studios, Inc, la Cort Suprema dels Estats Units va ordenar que l'aparell fos permès només per a ús privat, d'aquesta manera garantia l'acceptació en el mercat. En els anys següents, les companyies distribuïdores van trobar que el gravar en vídeo els seus productes havien aconseguit incrementar les seves vendes. No obstant això, les cadenes de televisió van trobar en la difusió d'aquest aparell una amenaça al seu negoci de publicitat perquè els espectador podien avançar ràpid o posar pausa, quan es presentés un anunci.

### El principi de la fi?
A finals dels anys 90 i principis del 2000, el DVD gradualment es va imposar sobre el VHS com el format més popular per a reproducció de vídeos pregravats. Els gravadors de DVD i altres gravadors de vídeo digital com TiVo van començar a baixar el seu preu en països desenvolupats. El lloguer de DVD als Estats Units va superar per primera vegada al de cintes VHS el juny del 2003, i el 2006, el president de distribuïdors de vídeo programari associats, va predir que seria l'últim any per a les comercialitzacions importants en VHS.

## Primer magnetoscopi amb OSD
Akai va fabricar magnetoscopis de casset (VCR) durant els anys vuitanta. L'Akai VS-2 va ser el primer VCR amb OSD, originalment anomenat Interactive Monitor System (IMS). En mostrar la informació directament a la pantalla del televisor, aquesta innovació va eliminar la necessitat de que l'usuari estigués físicament a prop del VCR per programar les gravacions, llegir el comptador de la cinta o realitzar altres funcions habituals. Al cap d'uns anys, tots els fabricants de la competència havien adoptat la tecnologia OSD en tots els seus productes (reproductors de DVD, receptors de satèl·lit, etc).

## VHS vs. Betamax: La guerra dels formats

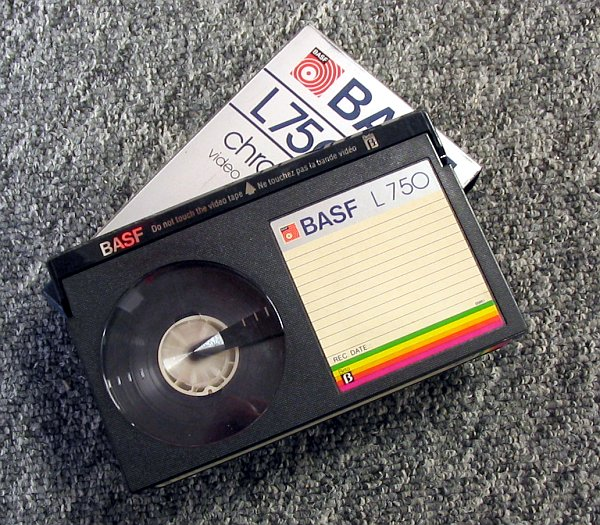
Betamax

Els dos estàndards més coneguts van ser: Betamax de Sony (també conegut com a Betacord o simplement Beta), i el VHS de JVC, que van batallar per les vendes en el que es coneixeria posteriorment com l'original i definitiva guerra dels formats. Betamax va ser el primer en ser comercialitzat el novembre de 1975 i va ser criticat per molts en ser tecnològicament molt sofisticat. No obstant això el format rival VHS (presentat el setembre de 1976) que comptava amb més temps de gravació i era més fàcil que fos acceptat, particularment en el negoci de lloguer de cintes. VHS va començar a agafar avantatge, i cada vegada van anar sortint més gravadors de VHS i més pel·lícules en aquest format, deixant d'aquesta manera al Betamax fora del mercat de gran consum.
(Un sistema anomenat Betacam roman encara en ús per a equips de gravació professional d'alta qualitat, encara que està sent reemplaçat pels formats de cinta digital.)
S'han donat diverses raons per al fracàs del format Beta:
- Alguns indiquen que VHS va guanyar perquè des del principi comptava amb el doble de temps de gravació, ja que el format Beta estava limitat a una hora de gravació, però aviat va ser substituït per la versió Beta II que permetia dues hores de gravació. Beta I ja era obsolet quan va arribar a Europa el 1978.

- Altres atribueixen l'èxit del VHS a la gran disponibilitat de pornografia en aquest format, reflectint la llarga tradició que mostra que la pornografia és la força conductora que imposa els nous formats (el Internet ve a ser un exemple obvi).

- JVC i Sony van usar diferents models de màrqueting per a la seva tecnologia: JVC va llicenciar la seva tecnologia VHS a altres companyies d'electrònica com Zenith i RCA, els quals van produir VCRs de baix cost, enriquint d'aquesta manera a JVC a través dels drets pagats per la seva llicència. D'altra banda, poques companyies van ser llicenciades per produir equips Beta.

## Prevenció d'infraccions dedrets d'autor
El 1983, es va presentar el Macro-vision, un sistema que redueix la qualitat de gravació feta a partir de DVD's i cintes de vídeo comercials, o també el pagament per visió, per aconseguir-ho difonen el senyal de vídeo afegint-hi pics aleatoris de luminància durant l'esborrat vertical. Això confon l'ajust de nivell automàtic de gravació del VCR causant que la brillantor de la imatge canviï constantment, deixant una gravació incapaç de poder-se veure.
Quan es crea una còpia d'un videocasset protegit contra còpies, el senyal distorsionat de Macrovision és emmagatzemat en la mateixa cinta per un equip de gravació especial. En canvi, en els DVDs hi ha només un marcador que demana a l'aparell reproductor que produeixi aquesta distorsió durant la reproducció. Tots els reproductors de DVD inclouen aquesta protecció i obeeixen al marcador, encara que de forma no oficial molts models poden ser modificats o ajustats per tal de deshabilitar aquesta opció.
El sistema de protecció Macrovision pot fallar amb VCRs antics, normalment a causa de la manca d'un sistema AGC. Només els VHS i S-VHS (i gravadors de DVD) són susceptibles a aquest senyal, generalment màquines d'altres formats de cinta no queden afectades. Els VCRs usats de manera professional disposen d'un sistema AGC ajustable, un circuit específic "Macrovision" o Digital timebase Corrector (corrector de base de temps o TBC) i poden copiar les cintes protegides preservant o no la protecció. Aquests VCRs són generalment cars i són venuts exclusivament a professionals certificats (editors de vídeo, estacions de televisió, etc.) controlant d'aquesta manera els canals de distribució per evitar que siguin usats per produir còpies il·lícites.

## Variants
A més a més del VCR casolà estàndard, amb el passar dels anys s'han produït un gran nombre de variants. Aquestes inclouen aparells "tot en un" com ara televídeo (un aparell amb funcionalitat de TV i VCR)
També es van vendre VCRs amb doble casset, encara que amb poc èxit.
Alguns Camcorders també van integrar un sistema VCR. La majoria d'ells feien servir formats de videocasset més petits, gairebé de 8mm, VHS-C, o MiniDV, encara que alguns models antics suportaven VHS i Betamax de mida original.

## Nous mitjans
El format S-VHS va ser introduït per donar nova empenta a l'alacaigut VCR, però no va tenir suficient acollida en el mercat, a causa dels alts preus inicials dels reproductors i les cintes. Per l'època en què JVC va baixar els preus dels aparells S-VHS i cintes, l'arribada del nou format de vídeo digital va marcar el final del desenvolupament de tecnologies de cintes analògiques.
Per gravació de vídeos casolans, es van popularitzar els gravadors personals de vídeo (com ara TiVo, MythTV, Sky i ReplayTV) i els gravadors de DVD, encara que només van reemplaçar lentament al VCR. És més, TiVo treballa amb VCR's que poden ser usats per emmagatzemar gravacions PVR. No obstant això, la introducció de DVD re-gravables amb suficient capacitat de gravació i amb l'avantatge de accés aleatori pot significar el final del VCR, sobretot ara que els preus estan baixant.
El principal inconvenient del DVD re-gravable no és la tecnologia en si mateixa, sinó els formats dels discos. En l'actualitat hi ha tres tipus de discs DVD re gravables:  DVD ,  DVD -  (tots dos en versions per a una sol gravació la mateixa manera que versions re gravables) i DVD-RAM (que és sempre re gravable i sempre confós amb DVD -). Tots tres són produïts per diferents empreses d'electrodomèstics i cap al ‡ mostra cap signe d'estar guanyant al mercat de consum. No obstant això molts reproductors de DVD no són capaços de gravar en DVD i DVD-.
Una altra important desavantatge de la gravació de DVD és que un DVD està limitat a dues hores de gravació si es desitja que la qualitat no es redueixi considerablement (cal tenir en compte que la qualitat és molt millor que el VHS, a qualitat semblant el temps de gravació augmenta considerablement), mentre que les cintes VHS gravaven fins a 210 minuts (reproducció estàndard) en zones NTSC i prop de 300 minuts en zones PAL. La difusió dels DVD re-gravables de dues capes redueix aquest desavantatge, però el cost el converteix en un producte gairebé prohibitiu, comparat amb els discs estàndard d'una capa.

## Les funcions habituals dels vídeos domèstics

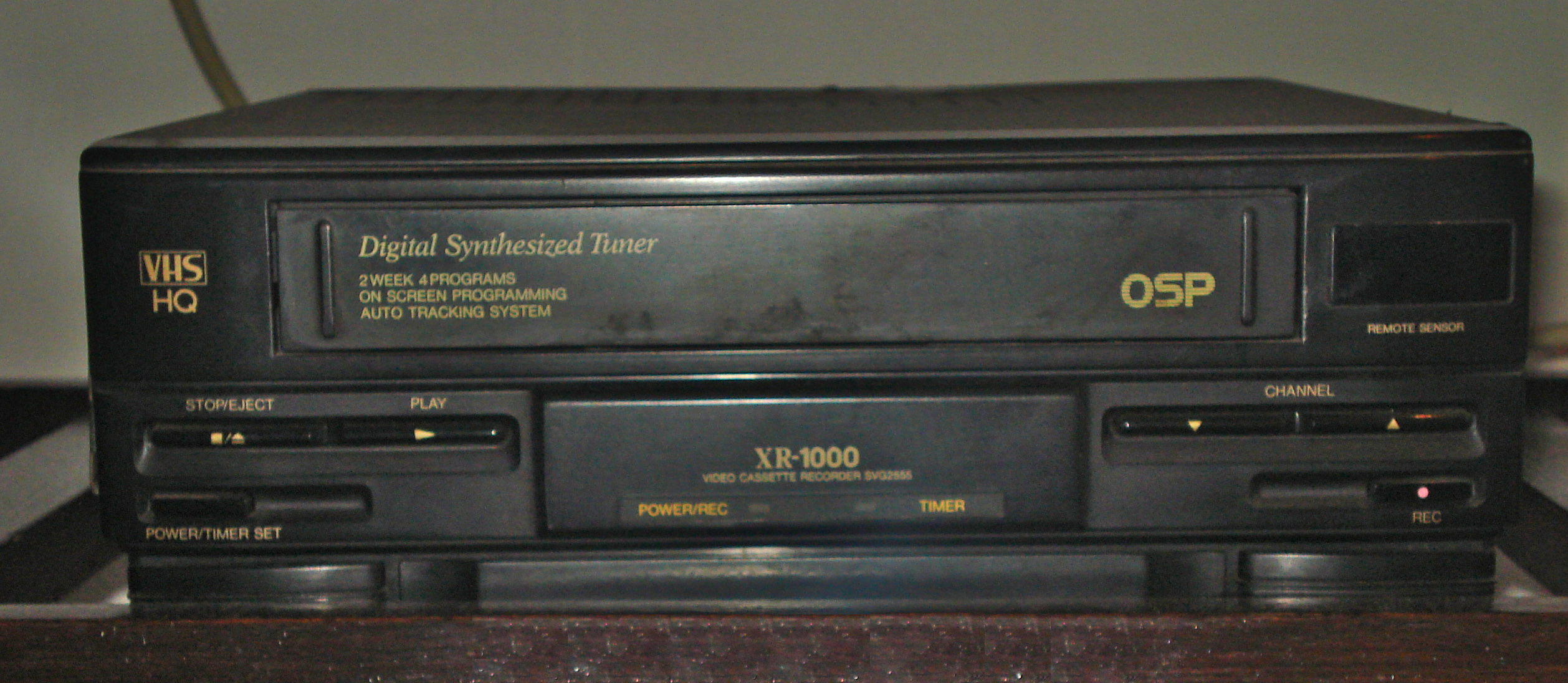
magnetoscopi domèstic VHS

- Reproducció normal i lenta, congelar la imatge, rebobinar, avançar i parar.
- Predicció del temps restant real a la cinta i temps real transcorregut. Abans s'indicava un valor relacionat amb el nombre de girs de la cinta. En variar el diàmetre de la cinta enrotllada també variava la velocitat de la cinta en relació amb les revolucions.
- Posada en hora automàtica amb el teletext.
- Programació 
  - Programació de l'inici i final de la gravació.
  - OTR (One Touch Recording): Programació ràpida. Se li dona al REC i segons el nombre de vegades que se li torni a donar s'atura en 30 ', 60', etc.
  - ShowView. Mitjançant uns codis a les revistes de programació es pot poden programar els vídeos que tenen aquesta funció. Té l'inconvenient que hi ha sintonitzar les cadenes en els canals preestablerts, sinó gravés la cadena equivocada.
- Cerca 
  - Cerca indexada. A la cinta se li poden fer marques, per després situar la cinta directament en alguna d'aquestes posicions automàticament. En alguns models només es poden fer en començar a gravar i normalment són incompatibles entre els diferents aparells.
  - També se li pot indicar el minut exacte i que s'aturi en aquest punt.

Cada vegada són més habituals els vídeos digitals que tenen altres avantatges:
- Gravació i reproducció a la vegada. Fins i tot es pot reproduir l'enregistrament actual sense haver de aturar-la.
- Es pot augmentar la velocitat de reproducció lleugerament per assolir l'emissió del programa.
- Eliminació automàtica d'anuncis.
- La gravació de diversos canals al mateix temps, és més senzilla. Es necessita una sintonitz-adora que pugui gravar diversos canals al mateix temps, i un processador i disc dur prou ràpids.
- Es pot triar la relació qualitat/espai ocupat.
- Rebobinat, posicionament i avanç instantani.
- Dispositiu anti-engananxada.[10]